# اس‌اس شالوم
طول : 629 متر
سازنده کشتی : Chantiers de l'Atlantique
اس‌اس شالوم (به انگلیسی: SS Shalom) یک کشتی بود.